# Xenomigia villiodes
Xenomigia villiodes är en fjärilsart som beskrevs av Louis Beethoven Prout 1918. Xenomigia villiodes ingår i släktet Xenomigia och familjen tandspinnare. Inga underarter finns listade i Catalogue of Life.